# Paul Wilwertz
Paul Philipp Joseph Wilwertz (Wiltz, 7 april 1905 – Ettelbruck, 28 december 1979) was een Luxemburgs advocaat en politicus.

## Biografie
Paul Wilwertz was een zoon van leerlooier Julius (Jules) Wilwertz en Margaretha Rosine Capus. Hij bezocht het Athénée royal grand-ducal en studeerde rechten aan de Universiteit van Nancy, de Universiteit van Montpellier en de Universiteit van Toulouse. Wilwertz sloot zich in 1926 bij de Lëtzebuerger Aarbechterpartei (vanaf 1947 Lëtzebuerger Sozialistesch Aarbechterpartei). Hij was vanaf 1945 lid van het uitvoerend comité, vicevoorzitter (1948-1949) en voorzitter (1951, 1955-1959).
Beroepsmatig trad hij in dienst bij de overheid en werd in 1938 een naaste medewerker van Pierre Krier, minister van Arbeid. Hij was korte tijd voorzitter van de Association générale des étudiants luxembourgeois (1930-1932). Na de Tweede Wereldoorlog legde hij definitief de advocatuur neer. Van 1945 tot 1951 was hij directeur van het Nationaal Arbeidsbureau. Hij was daarnaast lid van de Raad van State (1945-1954), daarna commissaris-generaal (1954-1957) en staatssecretaris (1957-1958) van Economische Zaken en minister (1958-1959) van Economische Zaken, Handel, Industrie, Nutsvoorzieningen en Toerisme. Van 1959 tot 1968 was hij opnieuw lid van de Raad van State. Wilwertz was van 1964 tot 1969 burgemeester van Luxemburg-Stad. In 1968 trad hij toe tot de Kamer van Afgevaardigden, waar hij van 1969 tot 1974 vicevoorzitter was.
De politicus was Wilwertz ook actief in de sportwereld. Hij was voorzitter van de Fédération du sport cycliste luxembourgeois (1940-1941, 1945-1967) en vicepresident van de Internationale Wielerunie. Van 1960-1970 was hij voorzitter van het Nationaal Olympisch Comitée.
Paul Wilwertz overleed op 74-jarige leeftijd in de St-Louiskliniek in Ettelbruck, en werd begraven op de Cimetière Notre-Dame. In Cents werd in 1981 een straat naar hem vernoemd.

## Onderscheidingen
- 1960 Commandeur in de Orde van de Eikenkroon

François Scheffer · Jean-Baptiste Servais · Baron de Tornaco · Bonaventure Dutreux-Boch · François Scheffer · Constantin Joseph Pescatore · François Scheffer · François Röser · François Scheffer · Fernand Pescatore · Jean-Pierre David Heldenstein · Gabriel de Marie · Jean-Pierre David Heldenstein · Théodore Eberhard · Jean Mersch-Wittenauer · Charles Simonis · Emmanuel Servais · Alexis Brasseur · Émile Mousel · Alphonse Munchen · Léandre Lacroix · Luc Housse · Gaston Diderich · Émile Hamilius · Paul Wilwertz · Colette Flesch · Camille Polfer · Lydie Polfer · Paul Helminger · Xavier Bettel · Lydie Polfer
- Gemeinsame Normdatei: 1117978850
- Virtual International Authority File: 313095309
- WorldCat: E39PBJfCpM9cqTYqqKbW93tFrq